# Grand Theft Auto: London 1969
Grand Theft Auto: London 1969 – dodatek do Grand Theft Auto, wydany 6 kwietnia 1999. W kwietniu 1999 dodatek został wzbogacony o kolejne rozszerzenie – Grand Theft Auto: London, 1961.

## Rozgrywka
Gracz wciela się w jedną z ośmiu postaci: Micka Caseya, Sidneya Vacanta, Winstona Henry'ego, Wolfiego Vilansa, Johnny'ego Hawthorna, Maurice'a Caine'a, Rodneya Morasha i Charlesa Jonesa.
Akcja dodatku rozgrywa się w Londynie w roku 1969. Twórcy gry przygotowali cztery nowe plansze. Oprócz tego grę wzbogacono o nowe pojazdy: skutery i możliwość strzelania z czołgu.
Bohater ma do dyspozycji cztery rodzaje broni: pistolet, pistolet maszynowy Sten, miotacz ognia, bazookę. Dodatkowo może też walczyć wręcz.